# Каменна Рикса
Ка́менна Ри́кса (болг. Каменна Рикса) — село в Монтанській області Болгарії. Входить до складу общини Георгій-Дамяново.

## Населення
За даними перепису населення 2011 року у селі проживала 151 особа, з них 147 осіб (99,3%) — болгари.
Розподіл населення за віком у 2011 році:
Динаміка населення: